# Neofibularia hartmani
Neofibularia hartmani är en svampdjursart som beskrevs av Hooper och Claude Lévi 1993. Neofibularia hartmani ingår i släktet Neofibularia och familjen Desmacellidae.
Artens utbredningsområde är havet kring Nya Kaledonien. Inga underarter finns listade i Catalogue of Life.